# Lennart Lauber
Lennart Lauber, född 26 september 1909, död 5 december 1960 i Fagerhult, Småland, var en svensk skådespelare och sångare.

## Filmografi
- 1935 – Flickor på fabrik
- 1936 – Kungen kommer
- 1936 – Raggen - det är jag det
- 1936 – Alla tiders Karlsson
- 1940 – En sjöman till häst
- 1943 – Katrina

## Teater

### Roller
| År   | Roll | Produktion                                | Regi | Teater                |
| ---- | ---- | ----------------------------------------- | ---- | --------------------- |
| 1937 |      | Va' händer hos Jonssons Siegfried Fischer |      | Söders friluftsteater |

## Diskografi i urval
- Bara med dig / Willard Ringstrands ork.
- Bohuslänska valsen / Olle Johnnys dragspelsork.
- Farväl lilla Rose-Marie / Willard Ringstrands ork.
- Från stjärnors land / Gunnar Sønstevolds ork.
- När allting är över och allt är förbi / Ulla Billquist / Erik Franks ork.
- Dunkelröda rosor /Thore Ehrlings ork.
- Gitarrens serenad / Thore Ehrlings ork.